# Route One/USA

Route One/USA est un film réalisé par Robert Kramer en 1989. C'est un documentaire où s'infiltre subtilement la fiction.

## Synopsis
Robert Kramer revient aux États-Unis après quelques années d'absence, afin de descendre la U.S. Route 1 qui longe la côte Est et d'y filmer son voyage.
Robert Kramer retrouve Doc, joué par Paul McIsaac, personnage fictif héros de son précédent film Doc's Kingdom (1987). Ils décident de parcourir les 5 000 km de bitume du nord au sud, d'y rencontrer les habitants, retraçant par cette route l'Histoire du pays. Robert Kramer intègre donc un personnage fictif dans un film documentaire.